# Open Stage
Az Open Stage egy erdélyi magyar színművész csoport és paródiaegyüttes. 2007-ben jelent meg első CDjük Székelylend címmel. Dalaik nem konkrét előadókat vagy számokat, hanem egy-egy stílust parodizálnak. 2009-ben megjelent a Kettes Székelylend, 2011 augusztus 25-én a Lájkodalom című lemez.

## Tagok
- Kozma Attila
- Lung László Zsolt
- Giacomello Roberto

## Elkészült dalok
- Aranka, szeretlek!
- Mesterkettes
- Semmi pánik bejbe
- Repked a Télapó
- 3 x 12 = 36
- A hont foglalás
- Nyomjátok emberek
- Mán gyermekkoromban'es deszkurkărec vótam / Pesta Úr
- Letörtétek a tükrünköt
- Te vagy aki kell
- Nu plange Claudia
- Lájkolom a lájkodot
- Kalinka Kaland (2011 júniusában készült el)